# Audrey Johnson
Audrey Johnson (12 de julio de 2001) es una deportista estadounidense que compite en parkour. Ganó dos medallas en el Campeonato Mundial de Parkour de 2024, plata en velocidad y bronce en estilo libre.

## Palmarés internacional
| Campeonato Mundial | Campeonato Mundial | Campeonato Mundial | Campeonato Mundial |
| Año                | Lugar              | Medalla            | Prueba             |
| ------------------ | ------------------ | ------------------ | ------------------ |
| 2024               | Kitakyushu (Japón) | Medalla de plata   | Velocidad          |
| 2024               | Kitakyushu (Japón) | Medalla de bronce  | Estilo libre       |